# 746 Marlu
746 Marlu este un asteroid din centura principală, descoperit pe 1 martie 1913, de Franz Kaiser.